# زئيف فريدمان
زئيف فريدمان (بالعبرية: זאב פרידמן‏) (10 يونيو 1944 - 6 سبتمبر 1972) هو لاعب رفع أثقال أولمبي إسرائيلي. هو عضو في الفريق الأولمبي الإسرائيلي الذي قتل في عملية ميونيخ في دورة الألعاب الأولمبية الصيفية 1972 في ميونيخ بألمانيا الغربية.

## السيرة الذاتية
ولد زئيف فريدمان في بروكوبيفسك في الاتحاد السوفيتي في عام 1944. في عام 1960 انتقل من بولندا إلى إسرائيل. بدأ حياته الرياضية في مسابقة جمباز ولكن بعد ذلك تحول إلى رفع الاثقال. كان عضوا في نادي هابويل كريات حاييم الرياضي.
في عام 1972 تنافس زئيف فريدمان في دورة الألعاب الأولمبية الصيفية 1972 في ميونيخ بألمانيا الغربية. احتل المركز 12 كأحد أفضل إنجازات أي رياضي إسرائيلي في ذلك الوقت. في الخامس من سبتمبر اقتحم أعضاء المجموعة الفلسطينية أيلول الأسود مهاجع الفريق الإسرائيلي واحتجزوا عددا من الرياضيين والمدربين الإسرائيليين بينهم فريدمان. بعد مفاوضات مطولة جلب الخاطفون الرهائن إلى المطار عبر مروحية وقتلوهم خلال محاولة إنقاذ قامت بها شرطة ميونخ وحرس الحدود البافاريون. خلص تقرير التشريح الذي أعده معهد الطب الشرعي بجامعة ميونخ إلى أن فريدمان قد توفي نتيجة نزيف داخلي ولاحظ أيضا أن الساعة التي يرتديها البالغ من العمر 28 عاما لا تزال موقوتة عندما بدأ التشريح 07:51.

## وصلات خارجية
- زئيف فريدمان على موقع أوليمبيديا (الإنجليزية)